# Oksywie

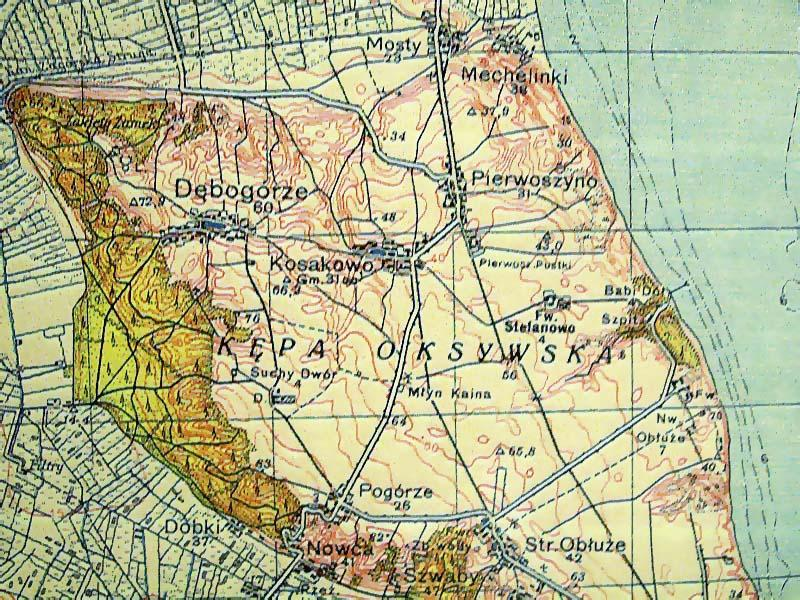
Fragment Kępy Oksywskiej na mapie Gdyni i okolic z 1935.

Oksywie (kaszb. Òksëwié, niem. Oxhöft) – nadmorska dzielnica Gdyni granicząca z następującymi dzielnicami tegoż miasta: Babie Doły (od północy), Obłuże (od zachodu) oraz Śródmieście (od południa), a także z Morzem Bałtyckim od wschodu. Granica przebiega od północy ul. Zieloną do skrzyżowania z ul. płk. Dąbka, następnie ul. płk. Dąbka do ul. Benisławskiego, od zachodu ul. Benisławskiego do ul. Śmidowicza, od południa ul. Śmidowicza do brzegu morza, od wschodu brzegiem morza.
Wieś duchowna Oksywa położona była w II połowie XVI wieku w powiecie puckim województwa pomorskiego.

## Geneza nazwy
Nazwa Oksywie występowała XII wieku Wywodzi się prawdopodobnie od staroskandynawskiego słowa oxihoved, oznaczającego głowę wołu, co mogło być nawiązaniem do kształtu Kępy Oksywskiej. Zachowały się następujące zapisy nazwy: Oxsiua, Oxive, Okciua, Oxue, Oxivia, Oxiuia, Oxiwia, Oxiew, Oxivija.
Inną teorią pochodzenia nazwy jest  pochodzenie  słowiańskie  „okno solne”, z uwagi na występujące pod ziemią pokłady soli domniemuje się, że istnieć tu mogło solne źródło.

## Charakterystyka ogólna i historia
Oksywie jest najstarszą osadą mieszczącą się na terenie dzisiejszej Gdyni. Niegdyś jej obszar zajmowały m.in. ciałopalne cmentarzyska pogańskie.
W końcu 1892 r. ówczesną wieś Oksywie zamieszkiwało 709 Kaszubów katolików i 10 Niemców ewangelików.
Na Oksywiu, w pierwszych dniach II wojny światowej (10 września–19 września 1939), odbywała się obrona Kępy Oksywskiej. Niemcy zmienili nazwę dzielnicy na Oxhöft. W dniach 28 marca–5 kwietnia 1945 Oksywie stanowiło ostatni punkt oporu Niemców w znajdującej się pod okupacją Gdyni przed nacierającą Armią Czerwoną. W 2015 wzdłuż wybrzeża morskiego kosztem 19 mln zł zbudowano opaskę brzegową pełniącą również funkcje promenady o długości 1,7 km, z dostępem od Kolonii Rybackiej (wejście nr 5).
W dzielnicy znajdują się lub znajdowały takie obiekty, jak np.:
- poniemiecka torpedownia „Formoza”
- Akademia Marynarki Wojennej mieszcząca się w klasycystycznych budynkach Zespołu Dowództwa Floty (bud. 1924–1930)[9]
- najstarsza budowla w Trójmieście jaką jest Kościół św. Michała Archanioła. Ufundowany przez Świętopełka, pochodzący z 1224; z najstarszej części świątyni do dziś zachowała się ściana zachodnia. Otoczony cmentarzem wzmiankowanym po raz pierwszy w 1687[10]
- dwie koleje linowo-terenowe na klifie oksywskim – pierwsza kolej przy zejściu na plażę koło pętli autobusu 152 (z jednym wagonikiem, bez mijanki, na torze szerokości 620 mm, wykorzystywana regularnie do transportu ryb i sprzętu, nie przewozi ludzi), druga kolej znajduje się ok. 1,4 km na północ, na terenie tzw. Kolonii Rybackiej w Babich Dołach (nieczynna)[11]
- Mauzoleum Gustawa Orlicz-Dreszera
- Centrum Techniki Morskiej
- zabytkowy betonowy schron (bunkier) T-750 z czasów II wojny światowej u zbiegu ulic płk. Dąbka, Dickmana i Bosmańskiej (identyczny znajduje się przy ul. Polskiej, jest własnością Zarządu Morskiego Portu Gdynia i od lat wykorzystywany jest jako strzelnica)[12].

Imię dzielnicy nosił m.in. polski okręt rakietowy ORP Oksywie.
W 2020 rozpisano przetarg na projekt i wykonanie hali sportowej oraz 2 boisk przy Szkole Podstawowej nr 33 przy ul. Godebskiego.